# Platyctenida
Als Platyctenida bezeichnet man eine Ordnung von Rippenquallen (Ctenophora) in der Klasse Tentaculata, deren Körperbau stark vom Grundbauplan der Rippenquallen abweicht, so dass manche Arten auf den ersten Blick eher wie Plattwürmer (Plathelminthes) aussehen.
Der Taxonname wurde erstmals 1900 von dem englischen Zoologen Gilbert Charles Bourne in der Abhandlung Treatise on Zoology verwendet.

## Aufbau
Die kleinen Tiere, die oft nicht mehr als einen Zentimeter lang werden, sind im Gegensatz zu den meisten anderen Rippenquallen nicht transparent, sondern wahrscheinlich zur Tarnung in komplexen Farbmustern pigmentiert, die oft auf die Körperfärbung ihres Wirtes, auf dem sie leben, abgestimmt ist. Sie verfügen über zwei gut entwickelte Tentakel, die oft in eigenen Tentakelscheiden entspringen. Von ihnen gehen die Tentillen aus, Querfäden, die mit zahlreichen Klebekörperchen, den Colloblasten, besetzt sind.
Das markanteste Merkmal der Platyctenida ist die extreme Abflachung des Körpers in der senkrecht zur Körperlängsachse, der Verbindungslinie von Mund und Statocyste, gelegenen Ebene. Auch senkrecht zu dieser sind sie komprimiert und zwar in der durch die Längsachse und die Verbindungslinie der beiden Tentakelscheiden gebildeten Tentakelebene, so dass sie im Querschnitt oval aussehen.
Kammrippen sind bei den erwachsenen Tieren meist nicht mehr vorhanden und stattdessen durch Reihen noppenförmiger Erhebungen, die Papillen, ersetzt. Um das Gleichgewichtsorgan, die Statocyste, sind zwei, manchmal auch vier, mit Geißeln besetzte, sinnesempfindliche Felder, die Polplatten, angeordnet.
Von ausgestülptem Schlundgewebe leitet sich eine mundseitige Kriechsohle ab, mit deren Hilfe sich die Platyctenida fortbewegen können.
Das Verdauungssystem besteht aus einem komplex verzweigten Netz, das von zahlreichen Nahrungskanälen gebildet wird, die vom zentral gelegenen Magen ausgehen. Meist sind auch Analporen vorhanden, kleine Öffnungen, durch die vermutlich Abbauprodukte des Stoffwechsels an die Umgebung abgegeben werden. 
Eine Besonderheit der Platyctenida ist die Lage der Hoden in separaten Taschen neben diesen Kanälen. Die Eierstöcke liegen dagegen wie bei allen Rippenquallen im Kanalsystem selber.

## Verbreitung und Lebensraum
Alle Platyctenida-Arten leben in warmen Gewässern, die meisten als erwachsene Tiere auf dem Meeresgrund (benthisch), viele davon ektokommensal, also ohne Beeinträchtigung des Wirtes von außen auf stationär lebenden Tieren wie Lederkorallen (Alcyonacea), Seefedern (Pennatulacea), Salpen (Thaliacea) oder Stachelhäutern (Echinodermata), daneben auch auf Mangrovenwurzeln. Lediglich die Arten der Gattung Ctenoplana können auch freischwimmend als Bestandteil des Planktons vorkommen.
Zuweilen finden sich Platyctenida-Arten als ungebetene Gäste in Meerwasseraquarien; sie sind dort aber zumindest in geringer Zahl unschädlich.

## Ernährung und Fortbewegung
Zum Fang von Zooplankton benutzen Platyctenida-Arten ihre gut ausgebildeten Tentakel, die sie in die oberhalb des Meeresbodens herrschende Wasserströmung ragen lassen. Dass sie sich oft auf anderen Tieren festsetzen, hängt wohl auch damit zusammen, dass sie auf diese Weise eine erhöhte Position einnehmen und so ihre Nahrungsausbeute vergrößern können. Manchmal bilden sie auch durch Faltung ihres Körpers um die Tentakelbasis eine Art „Kamin“ aus, der Wasser über die Tentakel hinweg Richtung Mund fließen lässt.
Zur Fortbewegung setzen erwachsene Platyctenida ihre von Schlundgewebe gebildete Kriechsohle ein – sie ähneln in dieser Beziehung eher Plattwürmern als Rippenquallen.

## Fortpflanzung
Die Platyctenida können sich als einzige Rippenquallen auch asexuell fortpflanzen. Dies geschieht sogar recht häufig, in dem sich von den Rändern ihrer abgeflachten Körper beim Kriechen Bruchstücke abtrennen, die sich dann zu neuen Individuen entwickeln.
Dennoch ist auch bei den Platyctenida die Möglichkeit sexueller Fortpflanzung vorhanden und dient im Gegensatz zur asexuellen Vermehrungsweise in erster Linie der weiträumigen Verbreitung der Tiere.
Die Befruchtung erfolgt, wiederum im Gegensatz zu anderen Rippenquallen, intern; die befruchteten Embryos werden in speziellen entweder mundseitig oder mundabgewandt liegenden Taschen ausgebrütet und als etwa fünf bis fünfundzwanzig Millimeter große Cydippea-Stadien freigesetzt. Diese sind im Gegensatz zu den erwachsenen Tieren noch mit Kammrippen ausgestattet, deren Zahl allerdings bei manchen Arten von acht auf sechs reduziert ist.
Sie leben zunächst frei schwimmend im Plankton und besiedeln somit eine andere ökologische Nische als die Alttiere, weswegen sie als echte Larven angesehen werden können. Wenn sie sich schließlich am Meeresboden festsetzen und zur benthischen Lebensweise der erwachsenen Tiere übergehen, kommt es entsprechend auch zu einer Metamorphose.
In deren Verlauf gehen die Kammrippen verloren und werden in Papillen umgewandelt, der Körper flacht sich gleichzeitig in der Mund-Statocysten-Achse merklich ab, womit eine verstärkte Verästelung der Kanäle des Verdauungssystems und eine Verringerung des Mesoglea-Anteils am Körpergewicht einhergeht. Durch Ausstülpen und Aufblähen der Schlundauskleidung entsteht zudem die Kriechsohle, deren embryologischer Ursprung somit nicht vergleichbar mit dem der analogen Struktur der Plattwürmer ist.

## Stammesgeschichte
Fossil ist die Ordnung nicht erhalten, so dass die Verwandtschaftsverhältnisse durch Vergleich mit anderen Rippenquallen erschlossen werden müssen. Es gilt als wahrscheinlich, dass die Platyctenida eine monophyletische Gruppe bilden, also alle Nachkommen ihres gemeinsamen Vorfahren umfassen. Nach vorläufigen Ergebnissen molekulargenetischer Studien sind die Platyctenida eine früh vom Stammbaum der restlichen Rippenquallen-Arten abzweigende Gruppe; ihr Schwestertaxon bilden dementsprechend alle anderen Ordnungen mit Ausnahme der Cydippida-Familie Mertensiidae.

## Systematik
Innerhalb der Ordnung unterscheidet man die folgenden fünf Familien mit mehr als vierzig Arten:
- Die Coeloplanidae bilden die Familie mit der größten Artenvielfalt: Sie werden in zwei Gattungen mit insgesamt sechsundzwanzig Arten, (darunter Coeloplana astericola) eingeteilt.
- Die Ctenoplanidae stehen hinsichtlich der Artenzahl an zweiter Stelle. In einer Gattung, Ctenoplana, stehen hier zwölf Arten, die ihre Kammreihen im Gegensatz zu den anderen Platyctenida nicht verloren haben und somit auch im Plankton leben können.
- Tjalfiellidae ist eine monotypische Familie, der lediglich eine Art, Tjalfiella tristoma, zugeordnet wird, die auf Seefedern lebt.
- Dies gilt auch für Savangiidae, in die man die Art Savangia atentaculata einteilt.
- Die Familie Lyroctenidae schließlich beinhaltet zwei Arten in einer Gattung, Lyrocteis. Beide leben angeheftet an Seefedern.

Die hier angegebenen Artenzahlen sind lediglich als Richtwerte zu verstehen, da keineswegs klar ist, ob zwei verschiedene Artnamen einer Gattung nicht in Wirklichkeit für eine Art stehen, also Synonyme sind.